# Vetenskapsåret 1825

## Händelser
- 27 september – Järnvägen mellan Stockton och Darlington invigs.
- Pierre-Simon Laplace publicerar Mecanique Celeste, en studie över gravitationen, solsystemets stabilitet, tidvattnet, dagjämningarnas rörelse, månens libration och Saturnus ringar.
- Michael Faraday lyckas isolera bensen.
- Hans Christian Ørsted utvinner aluminium.
- Augustin Louis Cauchy lägger fram Cauchys integralsats. Han inför också teorin om residy i komplex analys.
- Johann Peter Gustav Lejeune Dirichlet och Adrien-Marie Legendre bevisar Fermats stora sats för n = 5.
- André-Marie Ampère upptäcker Stokes sats.
- Georges Cuvier framlägger katastrofteorin som förklaring för utdöendet av stora grupper av djur.
- Étienne Geoffroy Saint-Hilaire identifierar Cuviers fossila "krokodil" som en teleosaurus.

### Geometri
- Okänt datum - G. Poulett Scrope publicerar Considerations on Volcanoes, det första systematiska verket inom vulkanologi.[1]

### Medicin
- Okänt datum - Jean-Baptiste Sarlandière's Mémoires sur L'Électro-Puncture introducerar elektroakupunktur inom västerländsk medicin.[2]

## Pristagare
- Copleymedaljen
  - François Arago, fransk astronom och fysiker
  - Peter Barlow, brittisk matematiker

## Födda
- 8 februari – Henry Walter Bates (död 1892), brittisk zoolog.
- 1 maj – Johann Jakob Balmer (död 1898), schweizisk matematiker och fysiker.
- 4 maj – Thomas Henry Huxley (död 1895), brittisk biolog.
- 8 november – Ludwig Carl Christian Koch (död 1908), tysk entomolog.

## Avlidna
- 6 oktober – Bernard Germain de Lacépède (född 1756), fransk biolog.
- Maria Angela Ardinghelli (född 1730), italiensk översättare, matematiker och fysiker.

### Fotnoter
1. ↑  ”Scrope, George Julius Poulett”. Encyclopædia Britannica Online. 2008. http://www.britannica.com/eb/article-9066399. Läst 2 maj 2008.
2. ↑  Gwei-Djen, Lu; Needham, Joseph (1980). Celestial Lancets: a history and rationale of acupuncture and moxa. Cambridge University Press. sid. 295–7. ISBN 0-521-21513-7